# Mulyorejo (Sungai Lilin)
Mulyorejo is een bestuurslaag in het regentschap Musi Banyuasin van de provincie Zuid-Sumatra, Indonesië. Mulyorejo telt 2766 inwoners (volkstelling 2010).